# Van der Pekblokken
De Van der Pekblokken in Amsterdam bestaan uit twee wooncomplexen in de Indische Buurt in Amsterdam-Oost. De complexen hebben de adressen:
- Molukkenstraat 66-72
- Balistraat 128-144
- Eerste Atjehstraat 135-151

## Bouw
Deze bouwblokken naar ontwerp van Jan Ernst van der Pek sluiten in het noorden (Balistraat) aan op de zogenaamde Berlageblokken. Daar waar Hendrik Petrus Berlage met gesloten bouwblokken kwam, kwam Van der Pek met twee parallel geplaatste bouwblokken met daartussen een gemeenschappelijke tuin, die ook voor ander publiek toegankelijk was. Deze zogenaamde Rochdale's Tuin van 19 bij 61 meter kwam er naar een idee van Arie Keppler. Deze bouwwijze had tot gevolg dat der aan de Molukkenstraat een opening overbleef (de andere zijde aan de Sumatrastraat werd later dichtgebouwd). Aan die zijde staan twee huisjes voor tuinmannen en opslag, die ook een soort portiersfunctie hadden bij te geven concerten/voorstellingen. De woningen hebben een traditioneel uiterlijk (traditioneel bouwen) en neoclassicisme. De inrichting was wel vernieuwend; de woningen kregen elk naast een woonkamer en keuken twee slaapkamers, tot die tijd werd er in goedkopere voornamelijk geslapen in alkoven. De panden hebben vijf bouwlagen, een begane grond, drie woonetages en een zolderetage. Opvallend is de steeds verspringende rooilijn van de voorgevels, omschreven als paleisfaçades.
De bouw vond plaats in twee fasen. In juni 1909 stelde de gemeente Amsterdam en het Rijk een krediet ter beschikking voor de bouw van woningen op een dan nog afgelegen terrein van circa 3000 m² alsook woningen aan de Beuningenstraat. De bouwopdracht kwam uiteindelijk van Coöperatieve bouwvereniging Rochdale. Men kon gaan bouwen en in januari 1910 kon een tweede aanbesteding gedaan worden voor het tweede bouwblok.  In augustus 1911 waren de twee blokken volledig bewoond door leden van Rochdale, de tuin kon pas vanaf mei 1912 gebruikt worden. Een winter zorgde ervoor dat een eerdere opening werd uitgesteld vanwege te weinig en de prille beplanting.   De 88 woningen verspreid over 22 percelen waren daarbij bestemd voor arbeiders en gemeenteambtenaren. De woningen werden destijds omschreven als “gezonde woningen”, brede trappen, met veel licht en lucht. De tuin werd gezien als “grote aanwinst”. De portierswoning moest eventuele vandalen van de terreinen weghouden, al groeide er nog weinig.   De opening vond plaats door Jan Willem Cornelis Tellegen, die toen net burgemeester was geworden.     

## Rijksmonument
Het complex werd op 11 december 2001 opgenomen in het monumentenregister, die het omschreef als een sobere uiting van rationalisme. In de omschrijving werd ook gewezen op het sobere maar gedetailleerde metselwerk, de kroonlijst en trigliefen. Meegenomen werd dat ook er vanwege die deels openbare tuin, aandacht was besteed aan de achtergevels van de woningen met hun (inpandige) balkons. De poortgebouwtjes bestaan slechts uit één bouwlaag met daarop een schilddakje. Het terrein kent een afsluiting hangende aan gemetselde pijlers. Naast de architectonische en cultuurhistorische waarde geldt voor dit complex tevens dat het een experimenteel complex is binnen de half-open bouwblokken voor de woningwetbouw.
In 2008 werd het complex gerenoveerd; een aantal woningen werd daarbij samengevoegd; er bleven er 62 over.

## Afbeeldingen

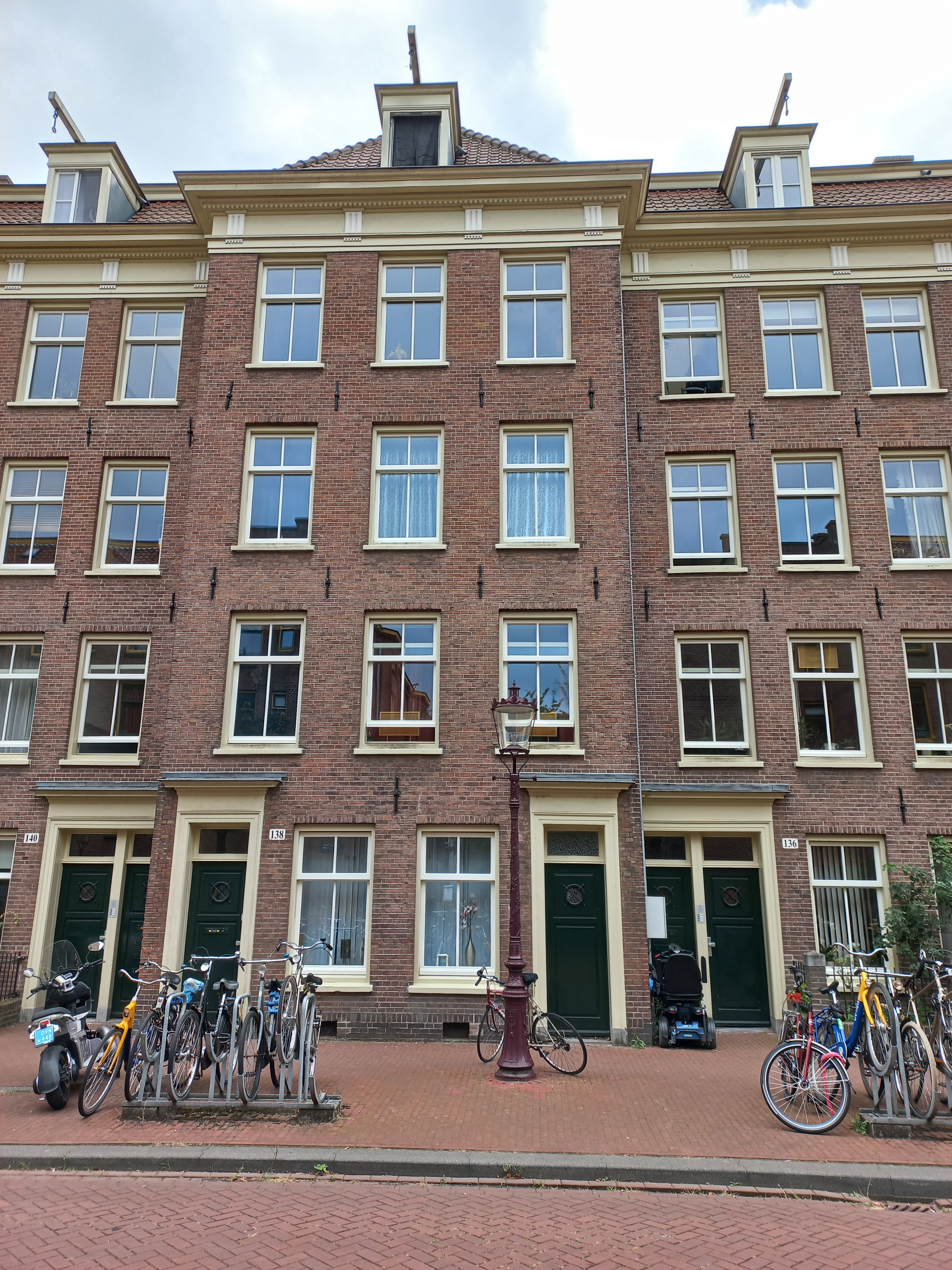
Balistraat 136-138 (augustus 2022)
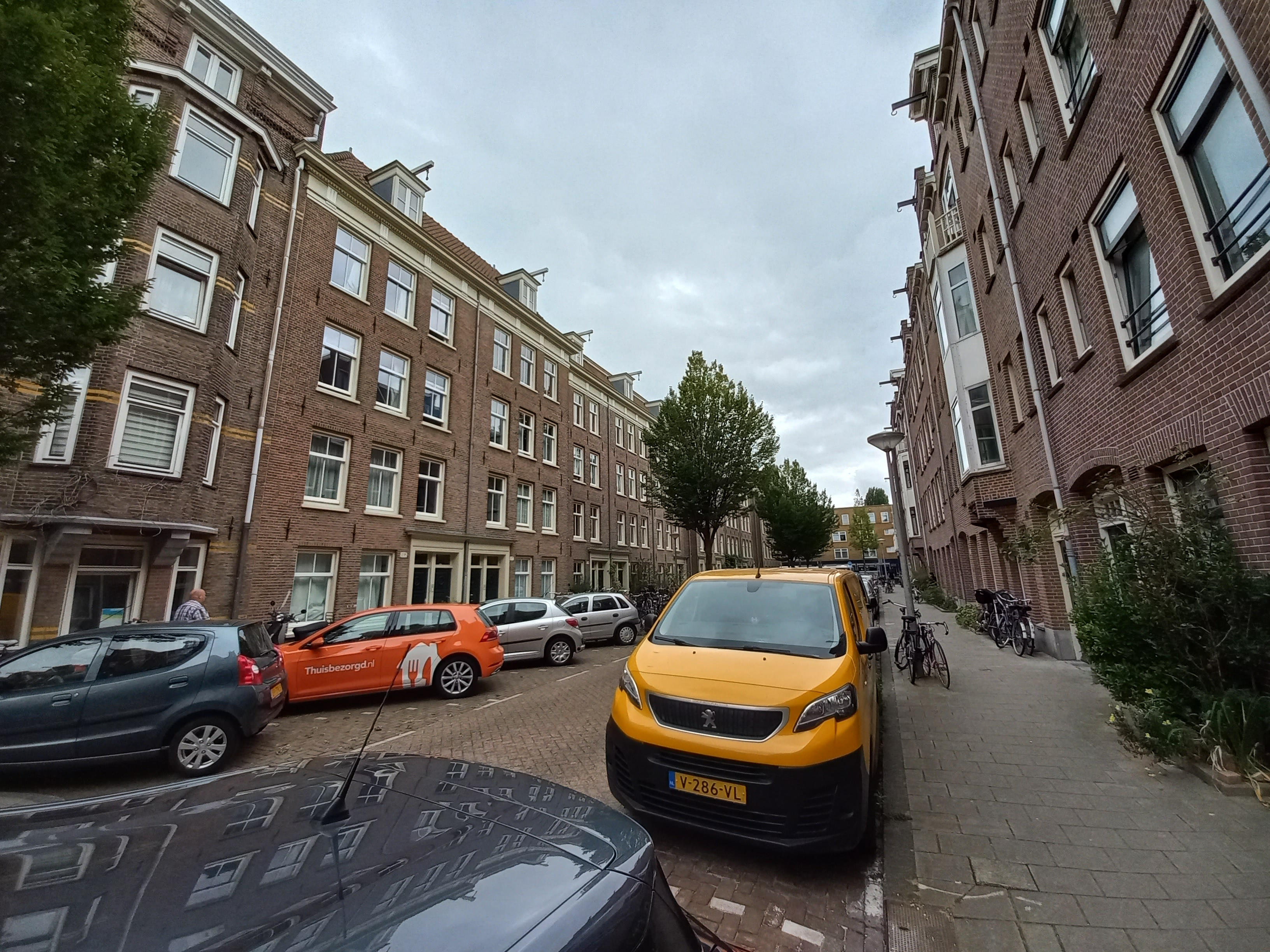
Eerste Atjehstraat, links Van der Pekblok (augustus 2022)
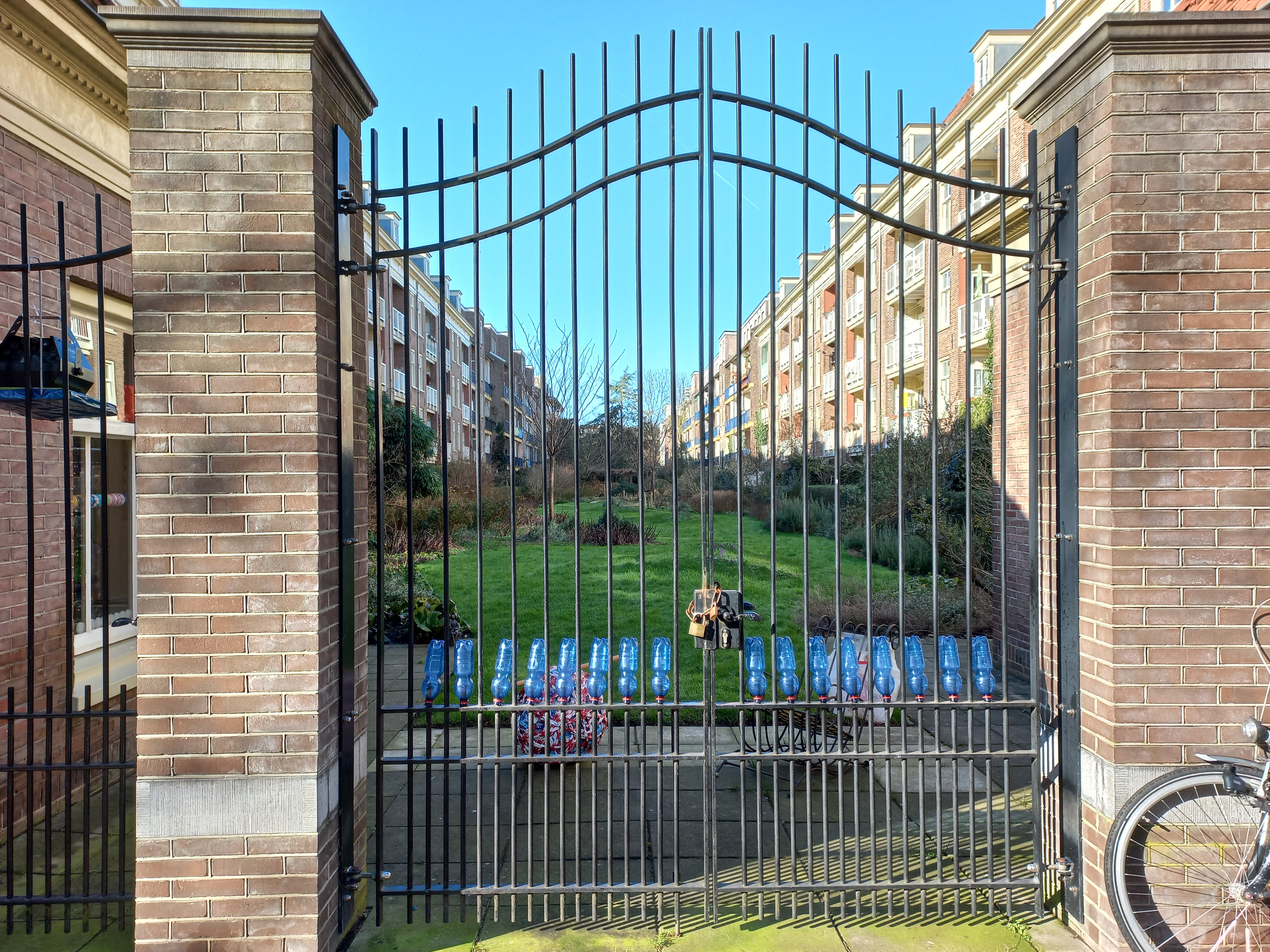
Rochdale’s Tuin (februari 2022)